# Montana striata
Montana striata är en insektsart som först beskrevs av Carl Peter Thunberg 1815.  Montana striata ingår i släktet Montana och familjen vårtbitare. Inga underarter finns listade i Catalogue of Life.